# Severinus
Severinus, född i Rom, död 2 augusti 640, var påve från den 28 maj till sin död 2 augusti 640.

## Biografi
Severinus var romare och son till en man vid namn Abienus. Han valdes regelmässigt till påve på den tredje dagen efter Honorius I:s död och envoyéer sändes omedelbart till Konstantinopel för att begära kejsarens godkännande av påvevalet i oktober 638. Men kejsaren ville inte godkänna påven utan att denne först undertecknat kejsarens Ecthesis, en monoteletisk trosbekännelse. Den valde påven vägrade att göra detta, varpå exarken Isaac plundrade Lateranpalatset för att framtvinga lydnad. Allt detta var förgäves, för Severinus stod fast i sitt beslut.
Under tiden agerade hans envoyéer i Konstantinopel med stor takt och skicklighet, fastän de alltjämt vägrade underteckna trosbekännelsen, och slutligen lyckades de övertala kejsaren att ändå godkänna påvevalet. Därför uppsattes Severinus slutligen på Heliga stolen, efter att den stått tom i ett år och sju månader, och han konsekrerades den 28 maj 640.
Severinus första handling som påve var att deklarera att eftersom Kristus har två naturer har han också två viljor och två verkningsnaturer; detta gjorde han för att markera sitt avståndstagande från monoteletismen. Under återstoden av hans korta pontifikat hann han låta bygga absiden till den äldre Peterskyrkan, där han senare begravdes.